# Maha Shivaratri
Maha Shivaratri (Grote Nacht van Shiva) of Shiva Ratri is een Hindoeïstisch feest ter ere van Shri Shiva.
Het feest wordt gevierd op de dertiende of veertiende dag (en nacht) na de volle maan van de hindoemaand Phalguna (februari of maart). De toegewijden van Shiva (Shaivieten) vasten op deze dag (soms wordt er wel gedronken of fruit gegeten), maar het feest wordt door vrijwel alle hindoes gevierd. De dag wordt doorgebracht met meditatie op Shiva en het zingen van devotionele liederen (bhajans) ter ere van Shiva. Veel mensen gaan deze dag naar de tempel om aan Shiva te offeren. Vooral het offeren van bilvabladeren wordt op deze dag als gelukbrengend beschouwd, maar ook kokosnoten, fruit en speciaal bereid heilig voedsel worden aan Shiva en zijn vrouw Parvati aangeboden.
In deze nacht wordt er bij enkele lingams gebeden. De toegewijden zingen hymnes en chanten mantra's, vooral Ohm Namah Shivaya. Sommigen zitten rond een heilig vuur en werpen als offergave graankorrels in het vuur terwijl ze zingen voor Shiva. Na de hele dag te hebben gevast en gemediteerd houdt men een nachtwake met doorgaande gebeden en meditatie tot de opkomst van de zon.